# Роулинс, Джошуа
Джошуа Джеймс Роулинс (англ. Joshua James Rawlins) — австралийский футболист, защитник клуба «Утрехт», выступающий на правах аренды за «Перт Глори».

## Клубная карьера
Роулинс — воспитанник клуба «Перт Глори». 18 ноября 2020 года в поединке азиатской Лиги чемпионов против китайского «Шанхай Гринлэнд Шэньхуа» Джошуа дебютировал за основной состав. 20 января 2021 года в матче против «Аделаида Юнайтед» он дебютировал в А-Лиге, в возрасте 16 лет.
Летом 2022 года Роулинс перешёл в нидерландский «Утрехт», подписав с клубом четырёхлетний контракт. 5 августа в поединке против ТОП Осса игрок дебютировал за дублирующий состав в Эрстедивизи. 

## Международная карьера
2019 году в составе юношеской сборной Австралии Роулинс принял участие в юношеском чемпионате мира в Бразилии. На турнире он сыграл в матчах против команд Венгрии, Нигерии и Франции.
В 2022 году в составе олимпийской сборной Австралии Роулинс принял участие в молодёжном чемпионате Азии в Узбекистане. На турнире он сыграл в матчах против команд Ирака, Иордании, Саудовской Аравии и Японии.